# Dit des fils de Ragnarr
Le Dit des fils de Ragnarr ou en vieux norrois Ragnarssona þáttr, est un court texte de l'extrême fin du XIIIe siècle annexé à la  saga scandinave de « Ragnarr aux Braies velues » ou Ragnarr saga Loðbrókar qui a été traduit en français et présenté par Jean Renaud.  Le Dit des fils de Ragnarr ou Ragnarssona þáttr est composé de seulement cinq chapitres et il reprend certains des éléments de la saga.

## Le récit

### Les débuts de Ragnar Lodbrock
Ragnar Lodbrok succède à son père Sigurd Hring comme « roi de Danemark et de Suède » mais comme il est encore jeune et peu enclin à gouverner il part pour le Gautland où gouverne le jarl Herruðr qui a offert à sa fille Þóra un serpent. Ragnar doit tuer ce serpent pour pouvoir l'épouser. Elle lui donne deux fils Eirikr et Agnarr, mais elle meurt de maladie alors qu'ils sont encore jeunes. Ragnar épouse  ensuite Áslaug ou Kráka, la fille des mythiques Brynhildr fille de Buðli et Sigurð Meurtrier de Fáfnir, dite également parfois Randalin, mère de ses quatre autres fils les plus célèbres : Ivarr, Björn, Hvitserktá, Sigurd et qui élève tous les enfants.

### La mort des plus âgés des fils de Ragnar
Quand les fils de Ragnar sont devenus adultes, les plus jeunes à la suite d'Ivarr partent de leur côté pendant que les deux fils ainés Eirick et Agnarr se rendent en Suède « car ils voulaient ne pas être moins célèbres que leur père ». Eirick et Agnarr entrent en conflit avec Eysteinn Beli le « roi » chargé de gouverner la Haute-Suède, nommé par leur père qui se méfiait de ses fils. Ils exigent qu'Eystein se soumettent à eux et donne sa fille Borghildr en mariage à Eirick. Eystein consulte les chefs locaux qui refusent. Il lève une armée et les fils de Ragnar sont écrasés dans le combat qui s'ensuit, Agnarr est tué et Eirick capturé. Eystein lui propose une réconciliation en lui cédant des domaines et en lui accordant sa fille. Eirick refuse et préfère mourir empalé sur des pieux dressés dans ce but. Lorsqu'Aslaug et ses quatre autres frères apprennent cela ils décident de les venger et attaquent Eystein qui est tué au combat. Ragnar qui était en expédition reproche à ses fils d'avoir exercé leur vengeance sans l'attendre. Il décide ensuite de repartir mener une attaque en Angleterre.

### La mort de Ragnar et la vengeance de ses fils

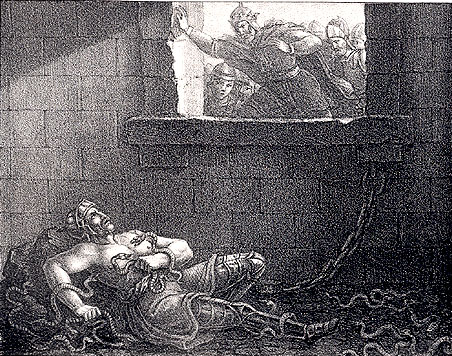
Ragnar jeté par le roi Aelle dans la fosse aux serpents (représentation du XIX).

Dans le Nord de l'Angleterre en Northumbrie règne le roi Aelle de Northumbrie il rassemble une immense armée, capture Ragnar et le fait jeter habillé puis nu dans une fosse aux serpents où Ragnar meurt avec bravoure. Lorsque ses fils l'apprennent ils décident de le venger, débarquent en Angleterre mais sont vaincus à leur tour. Ils décident de retourner chez eux. Ivarr resté seul entreprend des négociations avec Aelle et le capture. Il rappelle ses frères et font subir au roi le supplice de l'aigle de sang pour venger leur père. Ensuite Ivarr  demeure le roi de la partie de l'Angleterre qu'il contrôle. Deux autres fils de Ragnar « nés de concubines » Yngvarr (doublet de Ivarr ? ) et Hubbe martyrisent le roi Edmond d'Est-Anglie. Les autres fils de Ragnarr guerroient en Angleterre en France et jusqu'en « Lombardie » (? Italie). De retour ils se partagent ses domaines : Björn, obtient Uppsala et la Suède, Sigurd l'ile de Selund, le Viken et le Halland et Hvitserk, le Reidgotaland et le Vindland. Sigurd qui avait épousé sa captive Blaeja, la fille d'Aelle, en a un fils Hardeknut le père de Gorm l'Ancien.

### Les rois des Danois et des Anglais
Ce chapitre raconte de manière succincte l'histoire de Gorm l'Ancien de son épouse Thyra et de leurs fils Harald et Knut; Elle évoque aussi la mort de vieillesse d'Ivarr en Angleterre sans enfant ainsi que la conversion de Gorm au christianisme.

### Sigurd le Cerf et le roi Hauki
Ce dernier chapitre évoque la fille de Sigurd Œil de Serpent, Aslaug, sœur jumelle de Hardeknut, qui épouse Helgi le Hardi, un descendant du roi Ring de Ringerike et de leur fils « Sigurd le Cerf » (vieux-norrois : Sigurðr hjórtr) qui se distinguait par sa taille, sa force et sa beauté, et qui épouse à son tour Thorny, une fille du roi de Jutland Harald Klak. Sigurd le Cerf et Thorny ont comme enfants Guttorm et Ragnhild. Lorsque son oncle, le roi Fróði de Ringerike, meurt, Sigurd le Cerf va en Norvège pour assurer sa succession. La Saga décrit les circonstances de sa mort tué par  un berserk du royaume de Hadeland nommé Hauki, qui perd une main lors du combat. Hauki se rend à la résidence de Sigurd à Stein, prend ses trésors et enlève ses enfants Ragnhild et Guttorm, âgés respectivement de 15 et 14 ans.  Haki retourne avec eux au Hadeland où il possédait de vastes domaines. Il décide de faire préparer un banquet de noce pour épouser Ragnhild lorsqu’il sera rétabli des nombreuses blessures reçues pendant le combat. Halfdan le noir, le roi de Vestfold, apprend la nouvelle et charge un de ses hommes « Harek gandr » (c.-à-d. le Loup) à la tête d’une centaine de guerriers, d’aller au Hadeland et de lui ramener Ragnhild Sigurdsdatter. Harek accomplit sa mission, Hauki se tue avec sa propre épée sur les bords du lac Mjøsa et Ragnhild épouse Halfdan le noir, à qui elle donne un fils, le futur Harald Ier de Norvège.

## Traduction en français
- Jean Renaud Textes traduits du norrois et postface Saga de Ragnarr aux Braies velues suivie du Dit des fils de Ragnarr et du Chant de Kráka éditions Ancharsist, Toulouse, 2005  (ISBN 291477723X)